# Befattning
|  | Wiktionary har en ordboksartikel om befattning. |

Befattning, ofta synonym för "ämbete" eller "tilldelad tjänst", men kan också användas för ett förtroendeuppdrag som omfattar beslutsrätt inom något bestämt område. En befattning är ofta en organisationsenhet avsedd för endast en person. En befattning utgör då den minsta enheten i en organisationshierarki. Uppdraget och befogenheterna kan dock också delas av flera befattningshavare. Ett historiskt exempel är "riksdagsmannabefattningar".
En befattning medför som regel specifika uppgifter och ansvar som den som innehar befattningen tilldelas. En persons anställning i en organisation är oftast kopplad till en (1) befattning. En befattning förutsätter en viss kompetens. En person kan dessutom ha flera olika roller i en och samma organisation, t.ex. som projektledare eller mötesordförande.
Inom militären används olika befattningar, såsom till exempel skyttesoldat.